# Man of Constant Sorrow
I Am Man of Constant Sorrow è una canzone tradizionale folk americana.

## Origine
Fu pubblicata per la prima volta nel 1913 con il titolo Farewell song da Dick Burnett, un violinista del Kentucky, in una raccolta contenente 6 canzoni intitolata Songs Sung by R.D. Burnett - The Blind Man - Monticello, Kentucky. 
Secondo quanto affermato da Burnett stesso in un'intervista del 1975, pare essersi ispirato ad un vecchio canto battista,  (lo studioso John Garst ha poi rintracciato elementi nella musica antecedenti al 1846).
Nel 1928 esce una nuova registrazione da parte di Ermry Arthur, amico di Burnett, che afferma di esserne l'autore. La canzone viene incisa con il titolo I am a Man of Constant Sorrow con cui la canzone diventa popolare. Fra il testo di Burnett e quello di Arthur ci sono poche piccole variazioni. Ad esempio, il riferimento alla cecità nella versione di Burnett "six long years I've been blind" (sono cieco da sei lunghi anni) viene cambiato nella seconda versione con "six long years I've been in trouble" (sono nei guai da sei lunghi anni).
Sebbene la versione di Arthur sia uscita solo nel 1927, rimane comunque la prima versione registrata, in quanto la Columbia Records non riuscì a registrare la versione di Burnett. Le successive versioni e cover si rifanno perciò, sia nel testo che nella musica, alla versione di Arthur.

## Cover
È stata ripresa da molti musicisti che l'hanno inclusa nel loro repertorio di musiche tradizionali, con qualche variante di genere o stato d'origine e altri piccoli cambiamenti. Nella maggior parte delle versioni, il protagonista salta su un treno per sfuggire ai suoi guai, rammaricandosi di non poter più vedere il suo vecchio amore, pensando alla sua morte e promettendo di ritrovare il suo amore e i suoi amici su una bellissima spiaggia dorata.
Notevoli sono le versioni di Bob Dylan, inclusa nel suo primo album del 1962, dei Rolling Stones, che hanno ripreso parte del testo nel brano Let It Loose, contenuto nell'album Exile on Main St. del 1972, e quella dei Soggy Bottom Boys, il trio fittizio di musica popolare del film Fratello, dove sei? dei fratelli Coen, del 2000, che ha ricevuto il premio Grammy per la miglior collaborazione country con coro.

## Trivia
- Il gruppo comico irlandese Foil Arms and Hog ha usato la base musicale di questo brano per il loro sketch The Ryanair Song, dedicato alla compagnia aerea irlandese, ispirandosi per il video proprio al film dei fratelli Coen.